# Final Fantasy VI: The Interactive CG Game
Final Fantasy VI: The Interactive CG Game, también conocida como Final Fantasy SGI demo, fue una pequeña demo técnica interactiva producida por Squaresoft usando personajes y configuraciones de Final Fantasy VI. Fue producida utilizando las nuevas estaciones de trabajo Silicon Graphics Onyx e Indy2 adquiridas por Square. Los modelos 3D se hicieron en Alias|Poweranimator y Animated Softimage|3d.
La demostración fue la primera incursión de Square en gráficos 3D en tiempo real, y muchos asumieron que era un precursor de un nuevo título de Final Fantasy para la consola de videojuegos Nintendo 64, que también utilizaba hardware SGI. Square, sin embargo, aún no se había comprometido con la consola de Nintendo en el momento de la producción de la demostración, y gran parte de la tecnología demostrada en la demostración se utilizó más tarde en la representación de secuencias de vídeo de movimiento completo para Final Fantasy VII y juegos posteriores para las consolas. La demo de Final Fantasy VI CG realizada para la exposición Siggraph tomó 20 megabytes. Los desarrolladores pensaron que la demostración tenía un impacto visual, y no había dudas sobre qué hardware usaría Square en el futuro; para cumplir la promesa de la demostración, nada más que el formato de CD-ROM sería suficiente.
| Después de completar FF6, el personal tuvo algo de tiempo libre. Luego comenzamos a pensar qué hardware nuevo había y qué queríamos hacer con nuestras próximas creaciones, y creamos una película como experimento. En ese momento estábamos trabajando con las estaciones de trabajo SG1, que tenían un software de renderizado diseñado para hardware de próxima generación. Por esa razón, pensamos que sería bueno si pudiéramos continuar usando esta configuración para nuestro próximo juego. Con el software SG1, podríamos desarrollar gráficos para cualquier hardware. Sin embargo, para nuestros propósitos, no queríamos el renderizado lento cuadro por cuadro que lleva muchas horas; Queríamos desarrollar una forma de representar las imágenes en tiempo real para nuestro nuevo juego. —Hironobu Sakaguchi |

La demostración presenta a Terra Branford (con cabello rubio, peleando con una espada corta), Locke Cole (con cabello más oscuro, peleando con un látigo) y Shadow (peleando con las manos desnudas) en una serie de batallas. El juego se controla en gran medida a través de los movimientos del cursor del mouse. Por ejemplo, mover el cursor en forma de estrella convocaría a un dragón (Bahamut) para atacar.
La jugabilidad general, que incluye el uso de ángulos de cámara, sincronización y animación, se parece mucho a la de Final Fantasy VII y, por lo tanto, representa un artefacto de la transición entre las eras 2D y 3D de la franquicia de Final Fantasy. Se incluye un video de esta demostración en la sección "Creación" de Final Fantasy VII: Perfect Guide como un trabajo inicial en Final Fantasy VII.